# Consejo de Rectores de las Universidades Brasileñas
El Consejo de Rectores de las Universidades Brasileñas (en portugués, Conselho de Reitores das Universidades Brasileiras), conocido también por la sigla CRUB, es un organismo público que congrega diversas universidades brasileñas.
Organismo fundado en 1966, el CRUB tiene el objetivo de promover la integración de las universidades brasileñas, fortalecer su autonomía y buscar permanentemente el perfeccionamiento de la Enseñanza Superior en el país.

## IES Afiliadas
Lo que sigue es un listado de las Instituciones de Enseñanza Superior afiliadas al CRUB, ordenadas por estado:

### Acre
- UFAC - Universidad Federal del Acre

### Alagoas
- Centro Universitario CESMAC - CESMAC (www.cesmac.com.br)
- UFAL - Universidad Federal de Alagoas
- Universidad Estatal de Alagoas - UNEAL (antigua FUNESA)
- Universidad Estatal de Ciencias de la Salud de Alagoas - UNCISAL (antigua ECMAL)
- Centro Federal de Educación Tecnológica - CEFET-AL
- Escuela Superior de Adm., Marketing y Comunicación - ESAMC

### Amazonas
- UFAM - Universidad Federal del Amazonas

### Bahía
- UCSal - Universidad Católica del Salvador
- UEFS - Universidad Estatal de Feira de Santana
- UESC - Universidad Estatal de Santa Cruz
- UFBA - Universidad Federal de Bahía
- UNEB - Universidad del Estado de Bahía
- UNIFACS - Universidad Salvador

### Ceará
- UECE - Universidad Estatal de Ceará
- UFC - Universidad Federal de Ceará
- UNIFOR - Universidad de Fortaleza
- UVA/CE - Universidad Estatal Vale do Acaraú

### Distrito Federal
- UCB-DF - Universidad Católica de Brasilia
- UNIP - Universidad Paulista
- UnB - Universidad de Brasilia

### Espíritu Santo
- UFES - Universidad Federal del Espíritu Santo

### Goiás
- PUC-Goiás - Pontificia Universidad Católica de Goiás
- UEG - Universidad Estatal de Goiás
- UFG - Universidad Federal de Goiás

### Maranhão
- UFMA - Universidad Federal de Maranhão

### Mato Grueso
- UFMT - Universidad Federal de Mato Groso
- UNEMAT - Universidad del Estado de Mato Grosso
- UNIC - Universidad de Cuiabá

### Mato Grueso del Sur
- FUFMS - Fundación Universidad Federal de Mato Grosso del Sur
- UCDB - Universidad Católica Don Bosco
- UEMS - Universidad Estatal de Mato Grosso del Sur
- UNIDERP - Universidad para el Desarrollo del Estado y de la Región del Pantanal - Universidad Anhanguera-Uniderp

### Minas Generales
- PUC MG - Pontificia Universidad Católica de Minas Gerais
- UEMG - Universidad del Estado de Minas Gerais
- UFJF - Universidad Federal de Juiz de Fora
- UFMG - Universidad Federal de Minas Gerais
- UFOP - Universidad Federal de Ouro Preto
- UFU - Universidad Federal de Uberlândia
- UFV - Universidad Federal de Viçosa
- UIT - Universidad de Itaúna
- UNIFENAS - Universidad José do Rosário Vellano
- UNIMONTES - Universidad Estatal de Montes Claros

### Pará
- UFPA - Universidad Federal de Pará
- UNAMA - Universidad de la Amazônia

### Paraíba
- UEPB - Universidad Estatal de Paraíba
- UFPB - Universidad Federal de Paraíba
- UNIPÊ - Centro Universitario de João Pessoa

### Paraná
- PUCPR - Pontificia Universidad Católica de Paraná
- UEL - Universidad Estatal de Londrina
- UEM - Universidad Estatal de Maringá
- UEPG - Universidad Estatal de Ponta Grossa
- UFPR - Universidad Federal de Paraná
- UNIOESTE - Universidad Provincial del Oeste de Paraná
- UNIPAR - Universidad Paranaense
- UNOPAR - Universidad Norte de Paraná

### Pernambuco
- UFPE - Universidad Federal de Pernambuco
- UFRPE - Universidad Federal Rural de Pernambuco
- UNICAP - Universidad Católica de Pernambuco
- UPE - Fundación Universidad de Pernambuco

### Piauí
- UESPI - Universidad Estatal de Piauí
- UFPI - Universidad Federal de Piauí

### Río de Janeiro
- PUC-Río - Pontificia Universidad Católica de Río de Janeiro
- UCAM - Universidad Cândido Mendes
- UCB-RJ - Universidad Castelo Branco
- UCP - Universidad Católica de Petrópolis
- UENF - Universidad Estatal del Norte Fluminense Darcy Ribeiro
- UERJ - Universidad del Estado de Río de Janeiro
- UFF - Universidad Federal Fluminense
- UFRJ - Universidad Federal de Río de Janeiro
- UFRRJ - Universidad Federal Rural de Río de Janeiro
- UGF - Universidad Gama Filho
- UNESA - Universidad Estácio de Sá
- UNIBENNETT - Centro Universitario Metodista Bennett
- UNIG - Universidad Iguazú
- UNIGRANRIO - Universidad Grande Río
- UNIRIO - Universidad Federal de Río de Janeiro
- UNIVERSO - Universidad Salgado de Oliveira
- USS - Universidad Severino Sombra
- USU - Universidad Santa Úrsula
- UVA/RJ - Universidad Veiga de Almeida

### Río Grande del Norte
- UERN - Universidad del Estado de Río Grande del Norte
- UFRN - Universidad Federal de Río Grande del Norte
- UnP - Universidad Potiguar

### Río Grande del Sur
- ESMARGS - Escuela Superior de Música y Artes de Río Grande del Sur
- FURG - Fundación Universidad Federal de Río Grande
- PUC-RS - Pontificia Universidad Católica de Río Grande del Sur
- UCPel - Universidad Católica de Pelotas
- UCS - Universidad de Caxias do Sul
- UFPEL - Universidad Federal de Pelotas
- UFRGS - Universidad Federal de Río Grande del Sur
- UFSM - Universidad Federal de Santa María
- ULBRA - Universidad Luterana de Brasil
- UNICRUZ - Universidad de Cruz Alta
- UNIJUÍ - Universidad Regional del Noroeste del Estado de Río Grande del Sur
- UNISC - Universidad de Santa Cruz del Sur
- UNISINOS - Universidad de Vale do Río dos Sinos
- UPF - Universidad de Paso Hondo
- URCAMP - Universidad de la Región de la Campaña
- URI - Universidad Regional Integrada del Alto Uruguay y de las Misiones
- UNIPAMPA Universidad Federal de Pampa

### Rondônia
- UNIR - Fundación Universidad Federal de Rondônia

### Roraima
- UFRR - Universidad Federal de Roraima

### Santa Catarina
- FURB - Universidad Regional de Blumenau
- UDESC - Universidad del Estado de Santa Catarina
- UFSC - Universidad Federal de Santa Catarina
- UnC - Universidad del Contestado
- UNESC - Universidad del Extremo Sur Catarinense
- UNIPLAC - Universidad del Planalto Catarinense
- UNISUL - Universidad del Sur de Santa Catarina
- UNIVALI - Universidad del Valle del Itajaí
- UNIVILLE - Universidad de la Región de Joinville
- UNOESC - Universidad del Oeste de Santa Catarina

### São Paulo
- Anhembi Morumbi - Universidad de Anhembi Morumbi
- PUC-Campinas - Pontificia Universidad Católica de Campinas
- PUCSP - Pontificia Universidad Católica de São Paulo
- UBC - Universidad Braz Cubas
- UFABC - Universidad Federal do ABC
- UFSCAR - Universidad Federal de São Carlos
- UMC - Universidad de Mogi das Cruzes
- UMESP - Universidad Metodista de São Paulo
- UNAERP - Universidad de Ribeirão Preto
- UNESP - Universidad Estatal Paulista Júlio de Mezquita Filho
- UNG - Universidad de Guarulhos
- UniABC - Universidad del Grande ABC
- UNIb - Universidad Ibirapuera
- UNIBAN - Universidad Bandeirante de São Paulo
- UNICAMP - Universidad Provincial de Campinas
- UNICASTELO - Universidad Camilo Castelo Branco
- UNICID - Universidad Ciudad de São Paulo
- UNICSUL - Universidad Crucero del Sur
- UNIFESP - Universidad Federal de São Paulo
- UNIFRAN - Universidad de Franca
- UNIMAR - Universidad de Marília
- UNIMARCO - Universidad São Marcos
- UNIMEP - Universidad Metodista de Piracicaba
- UNIMES - Universidad Metropolitana de Santos
- UNIP - Universidad Paulista
- UNISA - Universidad de Santo Amaro
- UNISANTA - Universidad Santa Cecília
- UNISANTOS - Universidad Católica de Santos
- UNISO - Universidad de Sorocaba
- UNITAU - Universidad de Taubaté
- UNIVAP - Universidad del Valle de Paraíba
- UNOESTE - Universidad del Oeste Paulista
- UPM - Universidad Presbiteriana Mackenzie
- USC - Universidad del Sagrado Corazón
- USF - Universidad São Francisco
- USJT - Universidad São Judas Tadeu
- USP - Universidad de São Paulo

### Sergipe
- UFS - Universidad Federal de Sergipe
- UNIT - Universidad Tiradentes